# Baryphymula kamakuraensis
Baryphymula kamakuraensis is een spinnensoort in de taxonomische indeling van de hangmatspinnen (Linyphiidae).
Het dier behoort tot het geslacht Baryphymula. De wetenschappelijke naam van de soort werd voor het eerst geldig gepubliceerd in 1960 door Ryoji Oi.